# سد نوده بین
 سد نوده بین  یکی از سدهای در حال بهره برداری استان زنجان است.